# アントリム伯爵
アントリム伯爵（英: Earl of Antrim）、はイギリスの伯爵、貴族。アイルランド貴族爵位。有史以来2度創設されており、いずれもマクドネル家に対する叙爵である。

## 歴史

### 第1期(1620年)
マクドネル氏族はドナルド氏族の分枝であり、その一族はスコットランド、ハイランド地方及びアイルランド島に住まう氏族である。その係累ランダル・マクドネル(?-1636)がアラン島よりアイルランドに移住したのち、1618年5月28日にアイルランド貴族としてアントリム県のダンルース子爵(Viscount Dunluce, co. Antrim)に叙されたことが伯爵家興隆の嚆矢であった。彼はアントリム統監を務めたのち、1620年12月12日にアントリム伯爵(Earl of Antrim)に陛爵している。

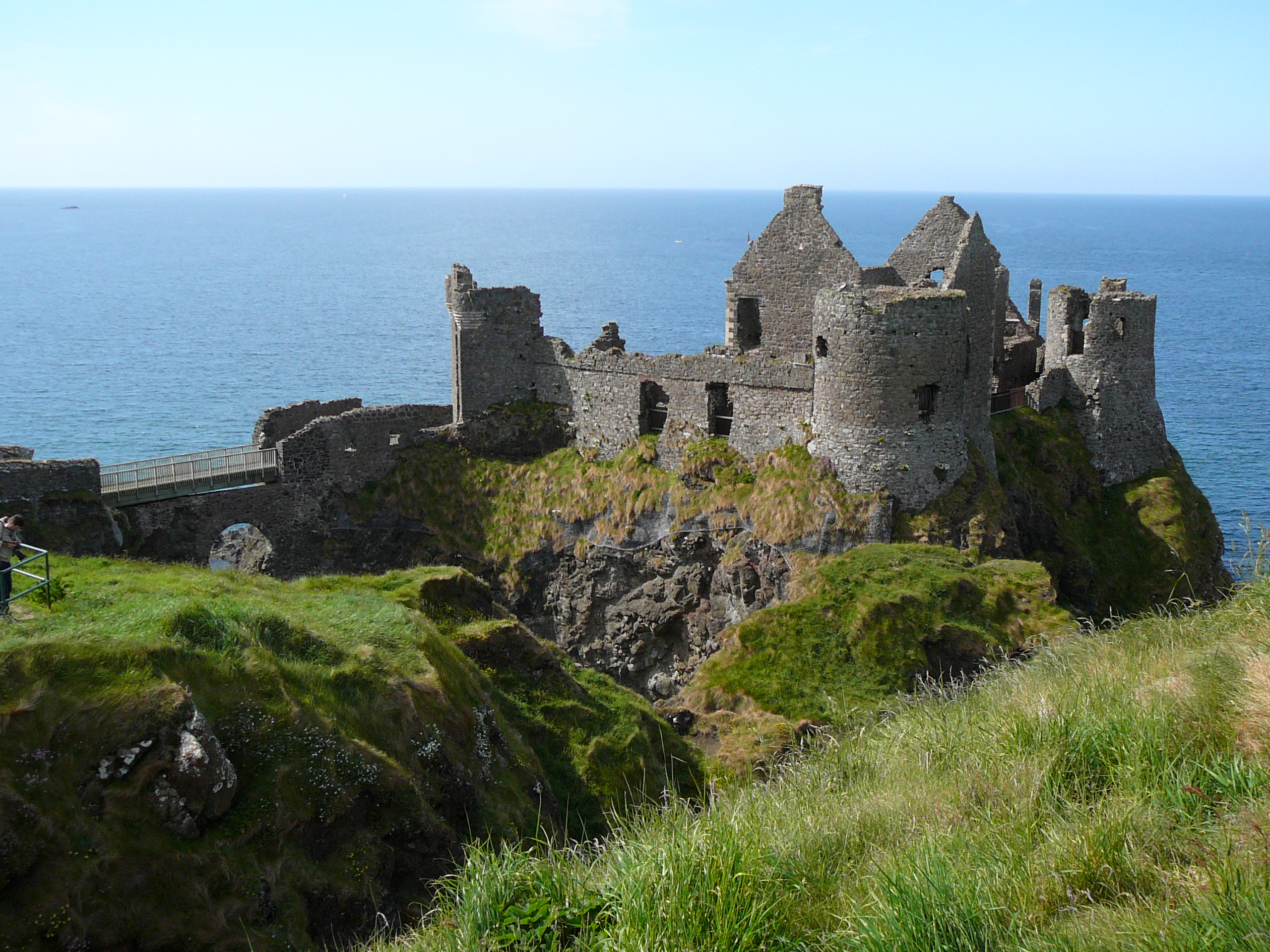
初代伯ランダル・マクドネルが居住したダンルース城。現在はそのほとんどが廃墟と化している。

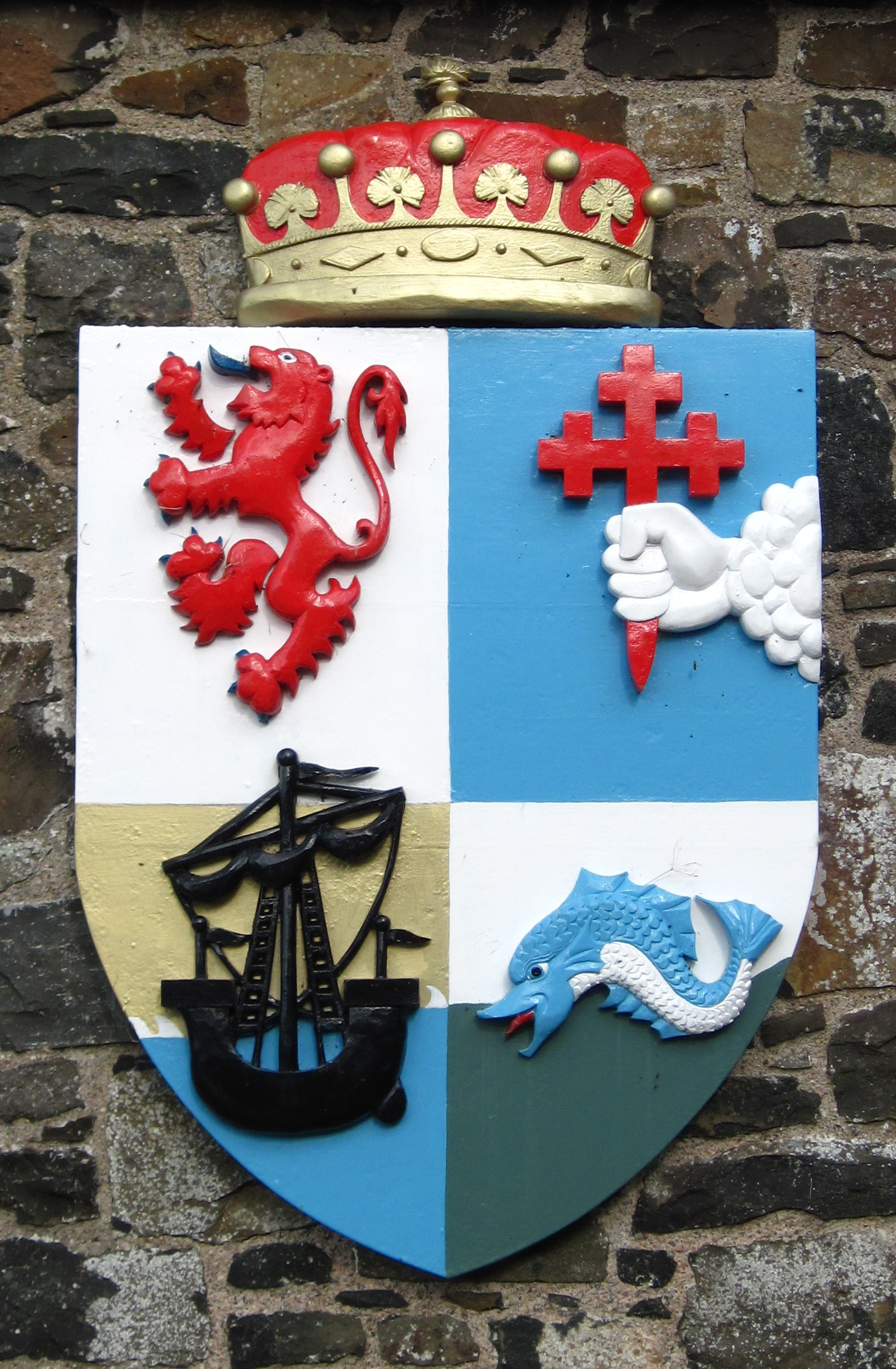
ダンルース城に展示されているマクドネル氏族の紋章。

2代伯ランダル(1609-1683)は清教徒革命においては王党派として振る舞ったほか、1644年ごろにはアイルランド貴族爵位のアントリム侯爵(Marquess of Antrim)に昇叙したが彼には子がなかったため、この爵位は彼一代で途絶えている。彼ののちは弟のアレクサンダーが爵位を襲った。
3代伯アレクサンダー(1615-1699)は1641年にクロムウェルより私権剥奪されていたが、襲爵前の1660年に私権回復していたため、爵位の相続には影響しなかった。また彼は晩年にも私権剥奪を受けているが、1697年には再び私権回復を果たしたことで、次代へと爵位を継承させることができた。
その曾孫にあたる6代伯ランダル(1749-1791)はアイルランド枢密顧問官やアントリム県長官を務め、1785年にアントリム伯爵(Earl of Antrim)及びダンルース子爵(Viscount Dunluce)に叙された。この両爵位には特別継承権が付されており、彼の娘アン・キャサリンとシャーロット、および姉妹の男系子孫にも相続を認める内容であり、これら2つの爵位が現存する爵位である。
彼はさらに1789年に特別継承権を持たないアントリム侯爵(Marquess of Antrim)に叙されている。初代侯爵が男子なく没すると、特別継承権を持つ2つの爵位は姉のアン・キャサリンに相続された一方、残りの3つの爵位はすべて廃絶した。

### 第2期(1785年)

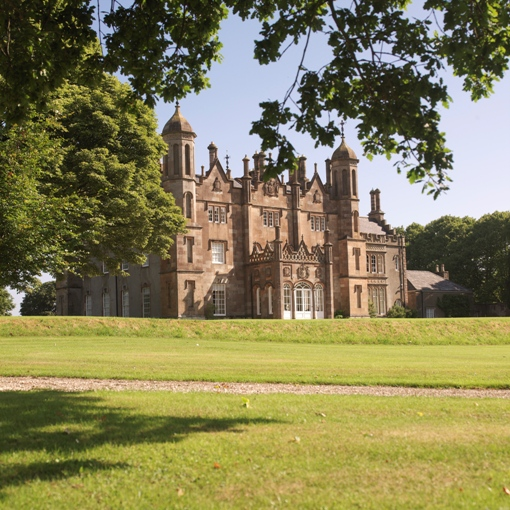
一族の現在の邸宅であるグレナーム城。マクドネル家は約400年にわたって本城を含む地所を維持しているという。

第6代アントリム伯爵ランダル・マクドネル(1749-1791)が新規にアントリム伯爵(Earl of Antrim)に叙されたのち男子なく没すると、爵位は前述のとおり長姉アン・キャサリンに継承された。
その2代女伯アン・キャサリン(1778-1834)も継承すべき男子を欠いたため、爵位は妹のシャーロットに相続されている。
3代女伯シャーロット(1779-1835)ののちは、その長男ヒュー、次男マークの順で継承されており、以降はその男系子孫で現在に至っている。
8代伯ランダル(1911–1977)はナショナルトラスト協会会長を務めた。その息子である9代伯アレクサンダー(1935-)がアントリム伯爵家現当主である。

かつての一族の邸宅はアントリム県に位置したダンルース城。
現在の邸宅は同県グレナームに所在するグレナーム城がある。

## 現当主の保有爵位
現当主である第9代アントリム伯爵アレクサンダー・マクドネルは、以下の爵位を有する。
- 第9代アントリム伯爵(9th Earl of Antrim)
(1785年6月19日の勅許状によるアイルランド貴族爵位)
- 第9代ダンルース子爵(9th Viscount Dunluce)
(1785年6月19日の勅許状によるアイルランド貴族爵位)

## 一覧

### アントリム伯爵(第1期;1620年)
- 初代アントリム伯爵ランダル・マクドネル（英語版） (?-1636)
- 第2代アントリム伯爵ランダル・マクドネル（英語版） (1609–1682) (1645年にアントリム侯爵叙爵)

### アントリム侯爵(第1期;1645年)
- 初代アントリム侯爵ランダル・マクドネル（英語版） (1609–1682) (1682年にアントリム侯爵廃絶)

### アントリム伯爵(第1期;1620年)
- 第3代アントリム伯爵アレクサンダー・マクドネル（英語版） (1615–1699)
- 第4代アントリム伯爵ランダル・マクドネル (1680–1721)
- 第5代アントリム伯爵アレクサンダー・マクドネル (1713–1775)
- 第6代アントリム伯爵ランダル・ウィリアム・マクドネル (1749–1791) (1785年にアントリム伯爵叙爵、1789年にアントリム侯爵叙爵)

### アントリム侯爵(第2期;1789年)
- 初代アントリム侯爵ランダル・ウィリアム・マクドネル (1749–1791) (1791年にアントリム侯爵、アントリム伯爵(1620年)廃絶)

### アントリム伯爵(第2期;1785年)
- 初代アントリム伯爵(初代アントリム侯爵)ランダル・ウィリアム・マクドネル (1749–1791)
- 第2代アントリム女伯爵アン・キャサリン・マクドネル (1778-1834)
- 第3代アントリム女伯爵シャーロット・カー (1779–1835)
- 第4代アントリム伯爵ヒュー・シーモア・マクドネル (1812–1855)
- 第5代アントリム伯爵マーク・マクドネル (1814–1869)
- 第6代アントリム伯爵ウィリアム・ランダル・マクドネル (1851–1918)
- 第7代アントリム伯爵ランダル・マーク・カー・マクドネル (1878–1932)
- 第8代アントリム伯爵ランダル・ジョン・ソマレド・マクドネル（英語版）(1911–1977)
- 第9代アントリム伯爵アレクサンダー・ランダル・マーク・マクドネル（英語版） (1935-)

法定推定相続人は、現当主の息子であるダンルース子爵(儀礼称号)レジナルド・アレクサンダー・セントジョン・マクドネル(1967-)。
法定推定相続人の法定推定相続人は、その息子であるアレクサンダー・デイヴィッド・ソマレド・マクドネル(2006-)閣下。

### 註釈
1. ↑  3代女伯シャーロットの夫マーク・カー卿（英語版）がロジアン侯爵家出身であったため、紋章の半分は同侯爵家カー家の紋章が占める。